# Punta Guijarro
Punta Guijarro är en udde i Argentina.   Den ligger i provinsen Santa Cruz, i den södra delen av landet, 1 800 km sydväst om huvudstaden Buenos Aires.
Terrängen inåt land är platt. Havet är nära Punta Guijarro åt nordost. Trakten runt Punta Guijarro är nära nog obefolkad, med mindre än två invånare per kvadratkilometer.. Närmaste större samhälle är San Julián, 7,0 km sydväst om Punta Guijarro. 
Omgivningarna runt Punta Guijarro är i huvudsak ett öppet busklandskap.